# Odontomyia sinica
Odontomyia sinica är en tvåvingeart som beskrevs av Yang 1995. Odontomyia sinica ingår i släktet Odontomyia och familjen vapenflugor. Inga underarter finns listade i Catalogue of Life.